# Gostkowo (powiat pułtuski)
Gostkowo – wieś w Polsce położona w województwie mazowieckim, w powiecie pułtuskim, w gminie Obryte. Ma status sołectwa.
Prywatna wieś szlachecka położona była w drugiej połowie XVI wieku w powiecie kamienieckim ziemi nurskiej województwa mazowieckiego. W latach 1975–1998 miejscowość należała administracyjnie do województwa ostrołęckiego.
Wierni Kościoła rzymskokatolickiego należą do parafii św. Wojciecha w Zambskach Kościelnych.